# Leptasterias
Genre
Leptasterias est un genre d'étoiles de mer (Asteroidea) de la famille des Asteriidae.

## Description et caractéristiques

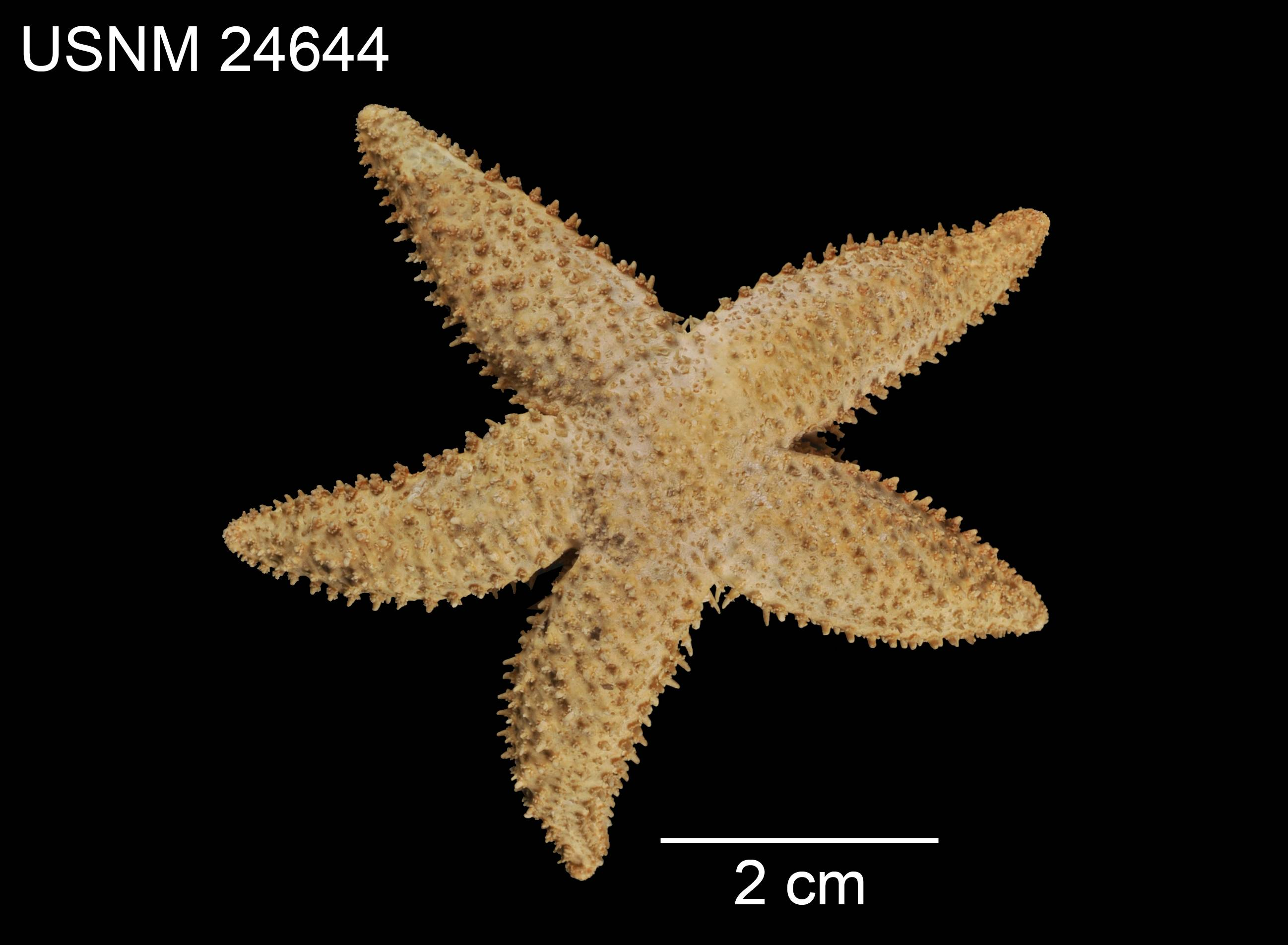
Leptasterias austera

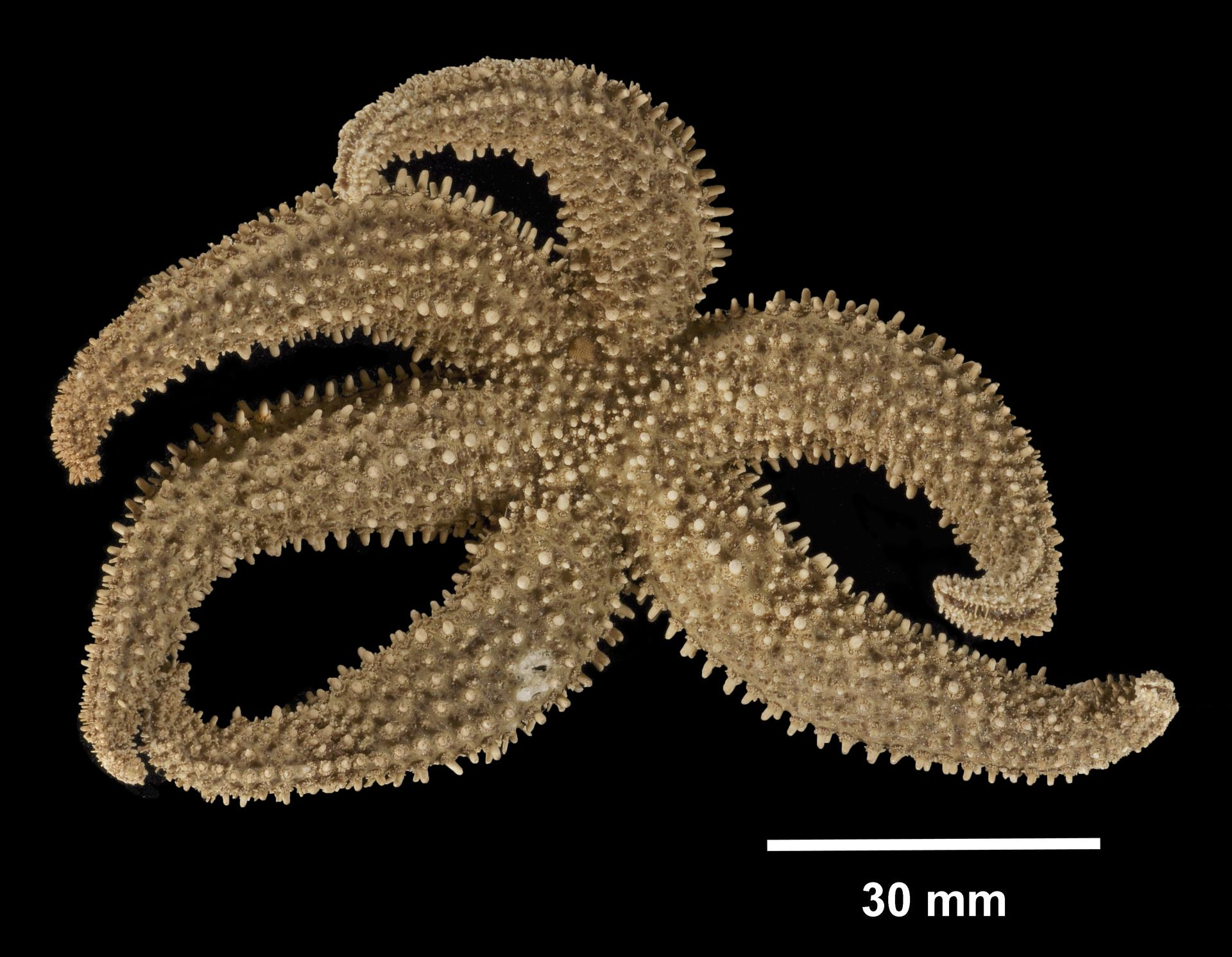
Leptasterias coei

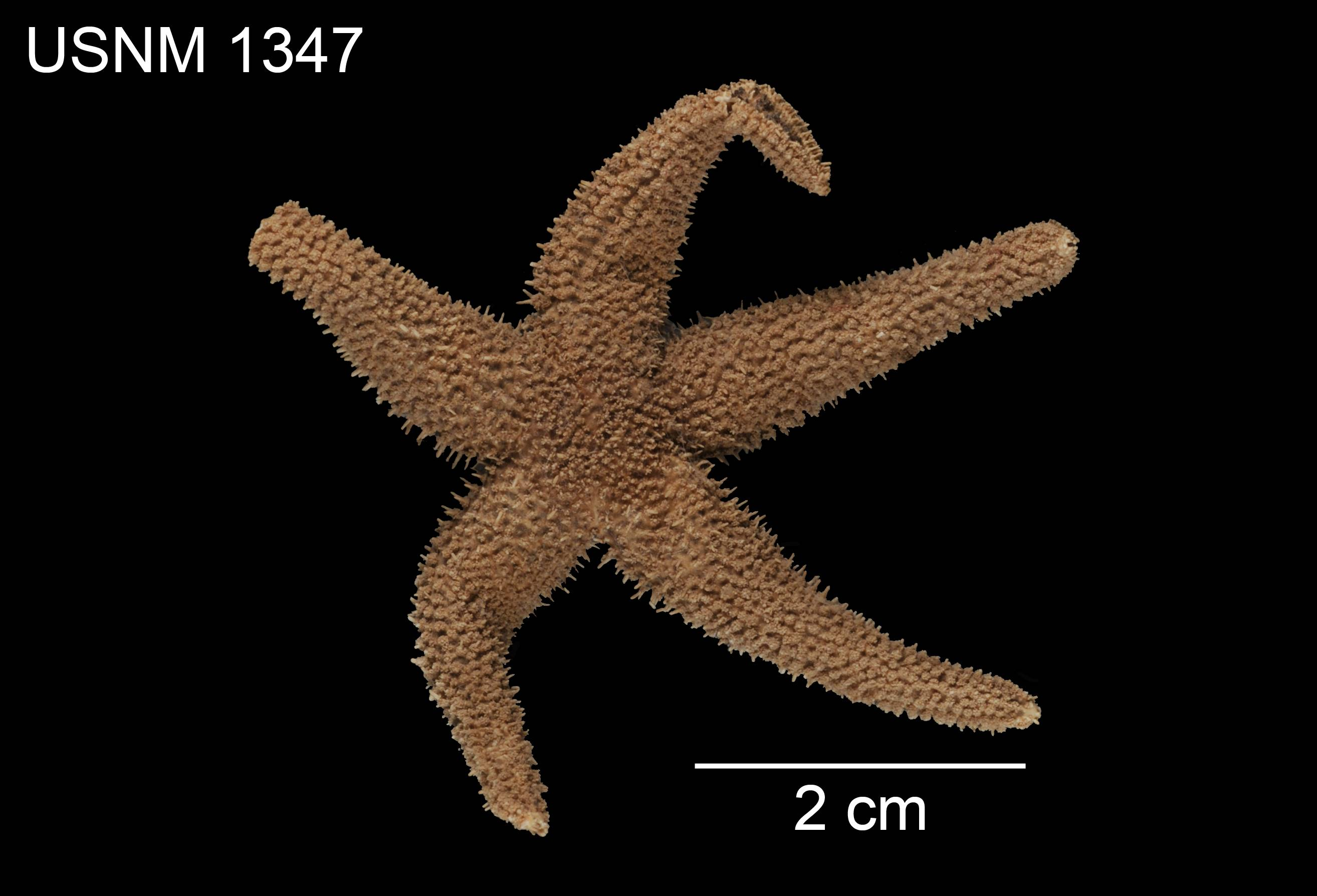
Leptasterias compta

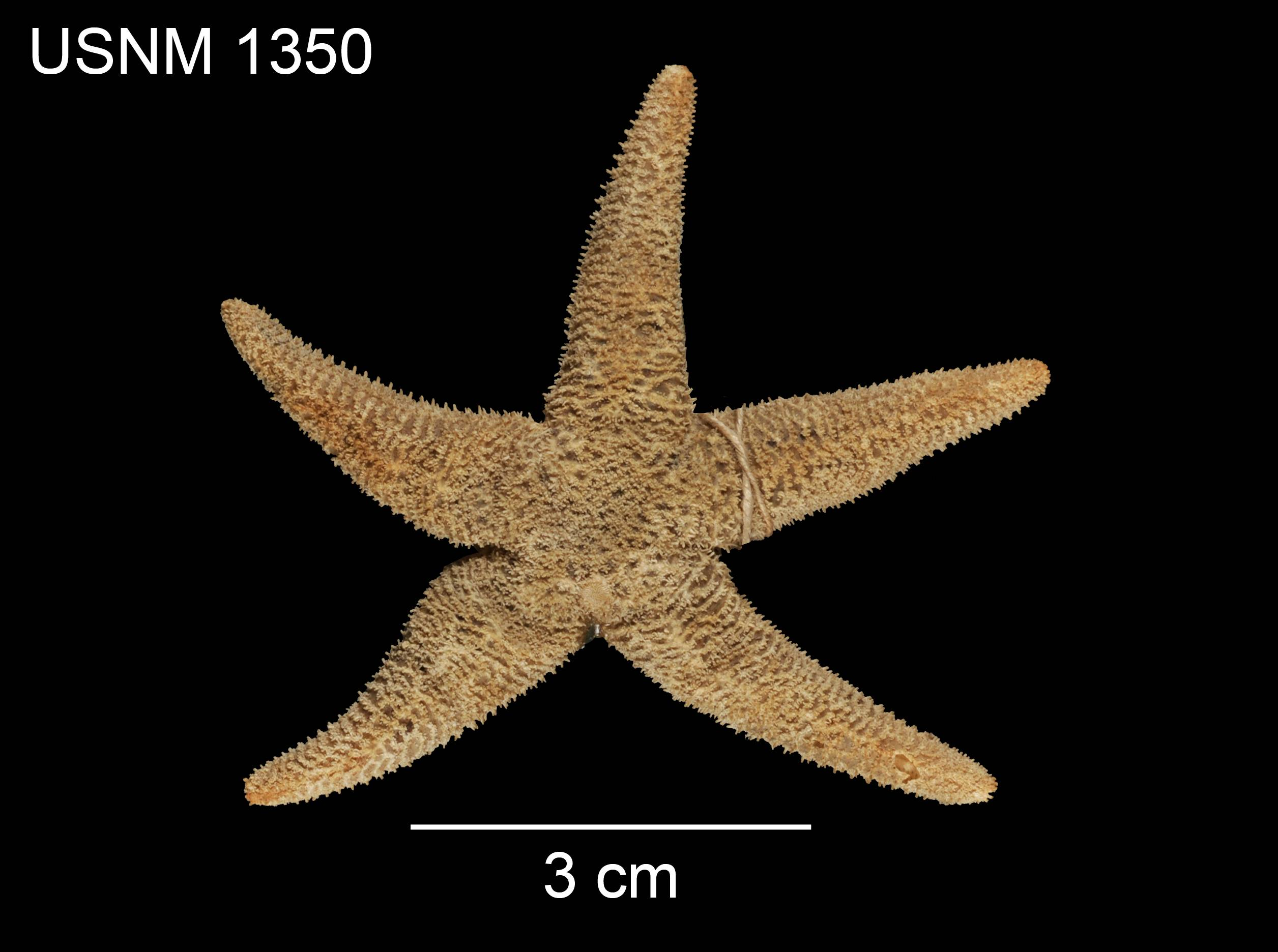
Leptasterias cribraria

Ces étoiles, dont une partie (celles du sous-genre Hexasterias) ont 6 bras au lieu de 5, ont la particularité de couver leurs œufs, qui produisent à l'éclosion des juvéniles déjà formés, alors que la plupart des échinodermes produisent des larves planctoniques.

## Liste d'espèces
| Selon World Register of Marine Species (26 décembre 2016) : ... - sous-genre Leptasterias (Hexasterias) Fisher, 1930 - espèce Leptasterias alaskensis (Verrill, 1909) - espèce Leptasterias camtschatica (Brandt, 1835) - espèce Leptasterias coei Verrill, 1914 - espèce Leptasterias leptodoma Fisher, 1930 - espèce Leptasterias polaris (Müller & Troschel, 1842) - espèce Leptasterias polymorpha Djakonov, 1938 - espèce Leptasterias schmidti Djakonov, 1938 - sous-genre Leptasterias (Leptasterias) Verrill, 1866 - espèce Leptasterias muelleri (M. Sars, 1846) - espèce Leptasterias aleutica Fisher, 1930 - espèce Leptasterias arctica (Murdoch, 1885) - espèce Leptasterias asteira Fisher, 1930 - espèce Leptasterias austera (Verrill, 1895) - espèce Leptasterias canuti Heding, 1936 - espèce Leptasterias clavispina Heding, 1936 - espèce Leptasterias compta (Stimpson, 1862) - espèce Leptasterias danica (Levinsen, 1887) - espèce Leptasterias degerboelli Heding, 1935 - espèce Leptasterias derbeki Djakonov, 1938 - espèce Leptasterias derjungini Djakonov, 1938 - espèce Leptasterias fisheri Djakonov, 1929 - espèce Leptasterias floccosa (Levinsen, 1887) - espèce Leptasterias granulata Djakonov, 1938 - espèce Leptasterias groenlandica (Steenstrup, 1857) - espèce Leptasterias hexactis (Stimpson, 1862) - espèce Leptasterias hirsuta Djakonov, 1938 - espèce Leptasterias hispida (Forbes, 1840) - espèce Leptasterias hispidella Verrill, 1895 - espèce Leptasterias hylodes Fisher, 1930 - espèce Leptasterias hyperborea (Danielssen & Koren, 1882) - espèce Leptasterias insolens Djakonov, 1938 - espèce Leptasterias kussakini Baranova, 1962 - espèce Leptasterias leptalea Verrill, 1914 - espèce Leptasterias littoralis (Stimpson, 1853) - espèce Leptasterias ochotensis (Brandt, 1851) - espèce Leptasterias orientalis Djakonov, 1929 - espèce Leptasterias pusilla Fisher, 1930 - espèce Leptasterias siberica Djakonov, 1930 - espèce Leptasterias similispinis (H.L. Clark, 1908) - espèce Leptasterias squamulata Djakonov, 1938 - espèce Leptasterias stolacantha Fisher, 1930 - espèce Leptasterias subarctica Djakonov, 1938 - espèce Leptasterias tatei Clark & Jewett, 2015 - espèce Leptasterias tenera (Stimpson, 1862) - espèce Leptasterias vinogradovi Djakonov, 1938 | Selon ITIS (26 décembre 2013) : - Leptasterias alaskensis (Verrill, 1909) - Leptasterias aleutica - Leptasterias arctica (Murdoch, 1885) - Leptasterias asteira - Leptasterias camtschatica (Brandt, 1835) - Leptasterias coei Verrill, 1914 - Leptasterias fisheri - Leptasterias groenlandica (Steenstrup, 1857) - Leptasterias hexactis (Stimpson, 1862) - Leptasterias hylodes Fisher, 1930 - Leptasterias hyperborea (Danielssen et Koren, 1882) - Leptasterias leptalea Verrill, 1914 - Leptasterias leptodoma - Leptasterias littoralis - Leptasterias muelleri (M. Sars, 1844) - Leptasterias nanimemsis (Verrill, 1914) - Leptasterias polaris (Müller et Troschel, 1842) - Leptasterias pusilla (Fisher, 1930) - Leptasterias stolocantha - Leptasterias tenera |

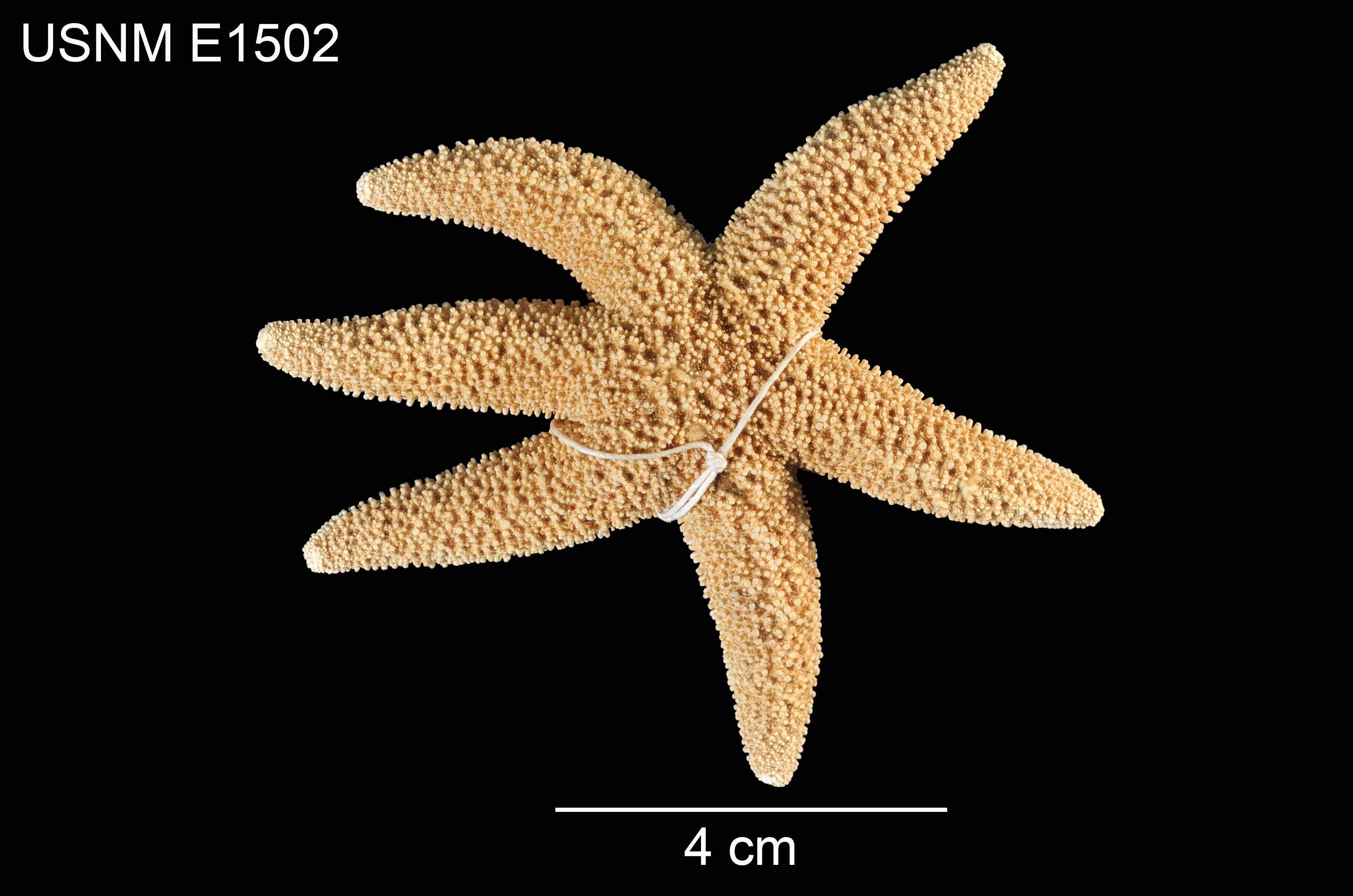
Leptasterias alaskensis
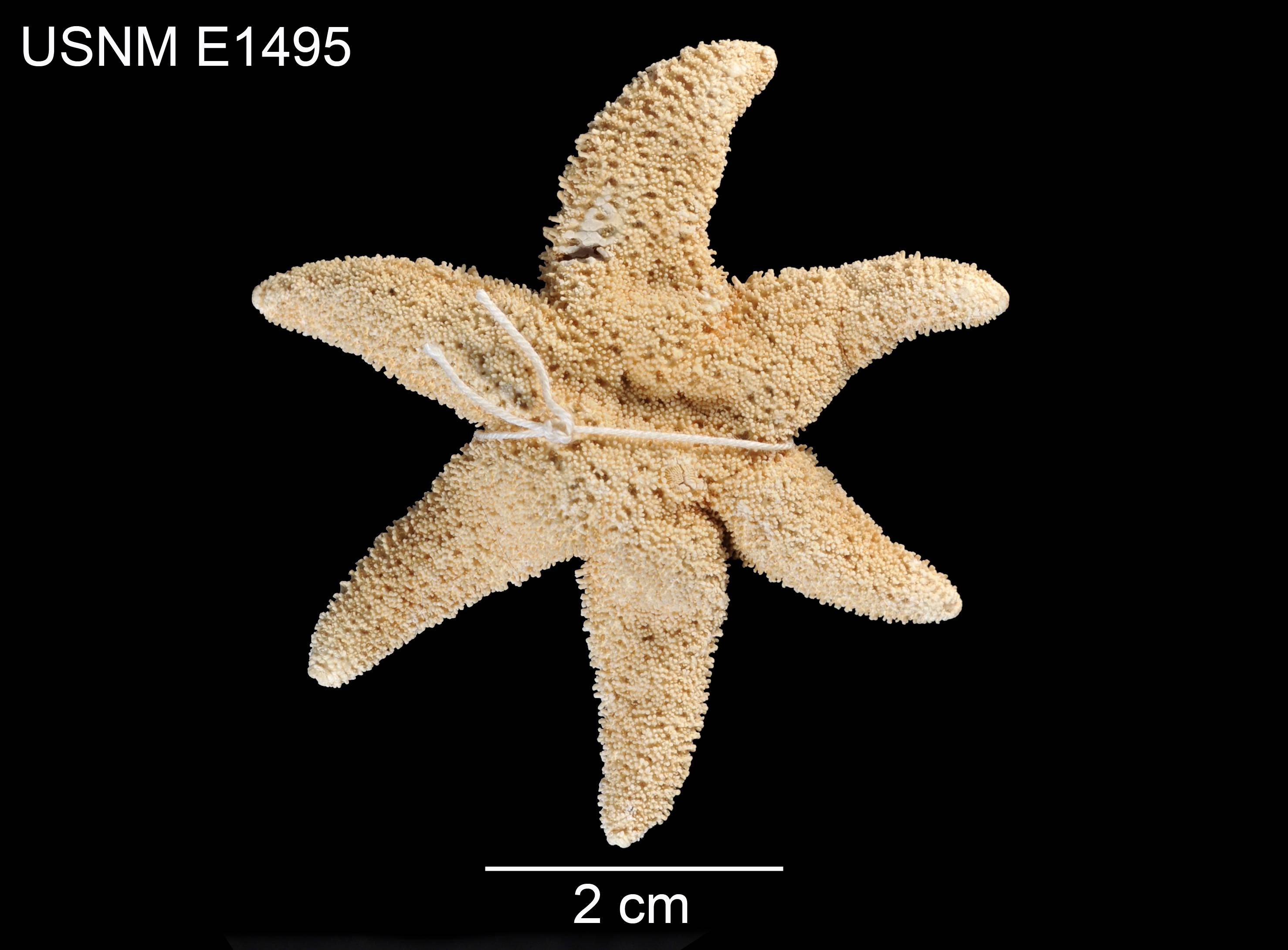
Leptasterias aleutica
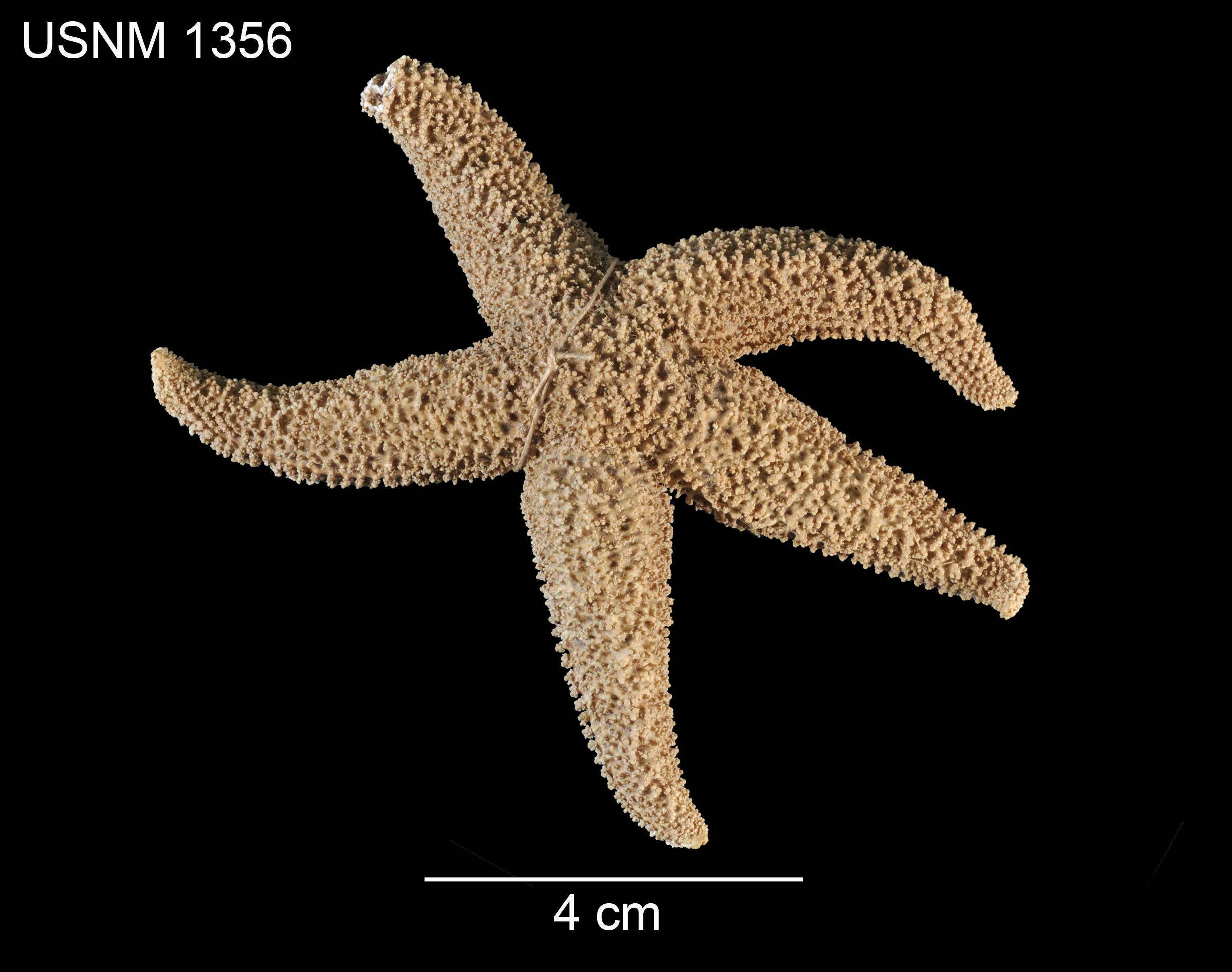
Leptasterias arctica
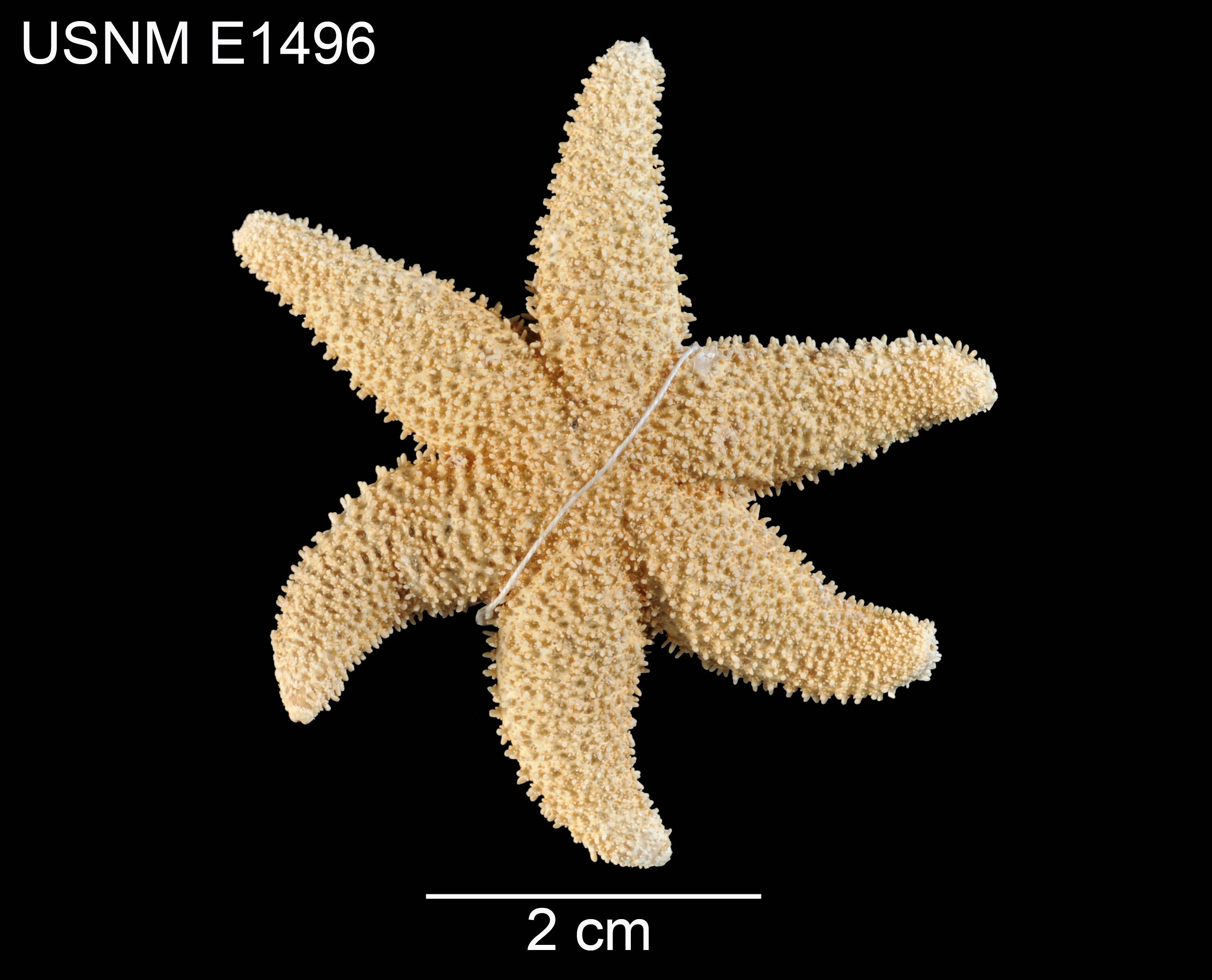
Leptasterias asteira
Leptasterias canuti
Leptasterias clavispina
Leptasterias degerboelli
Leptasterias floccosa crassa
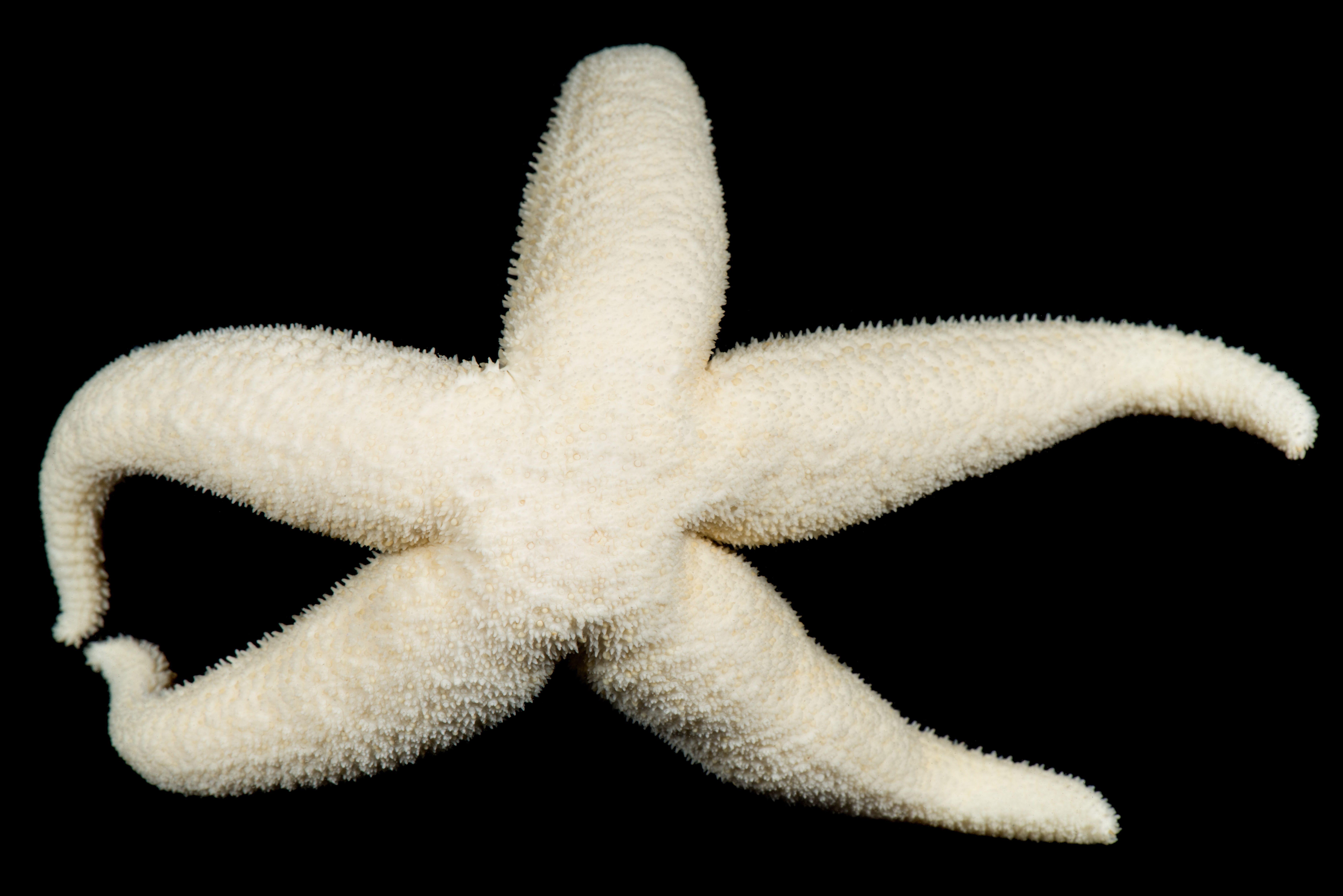
Leptasterias groenlandica
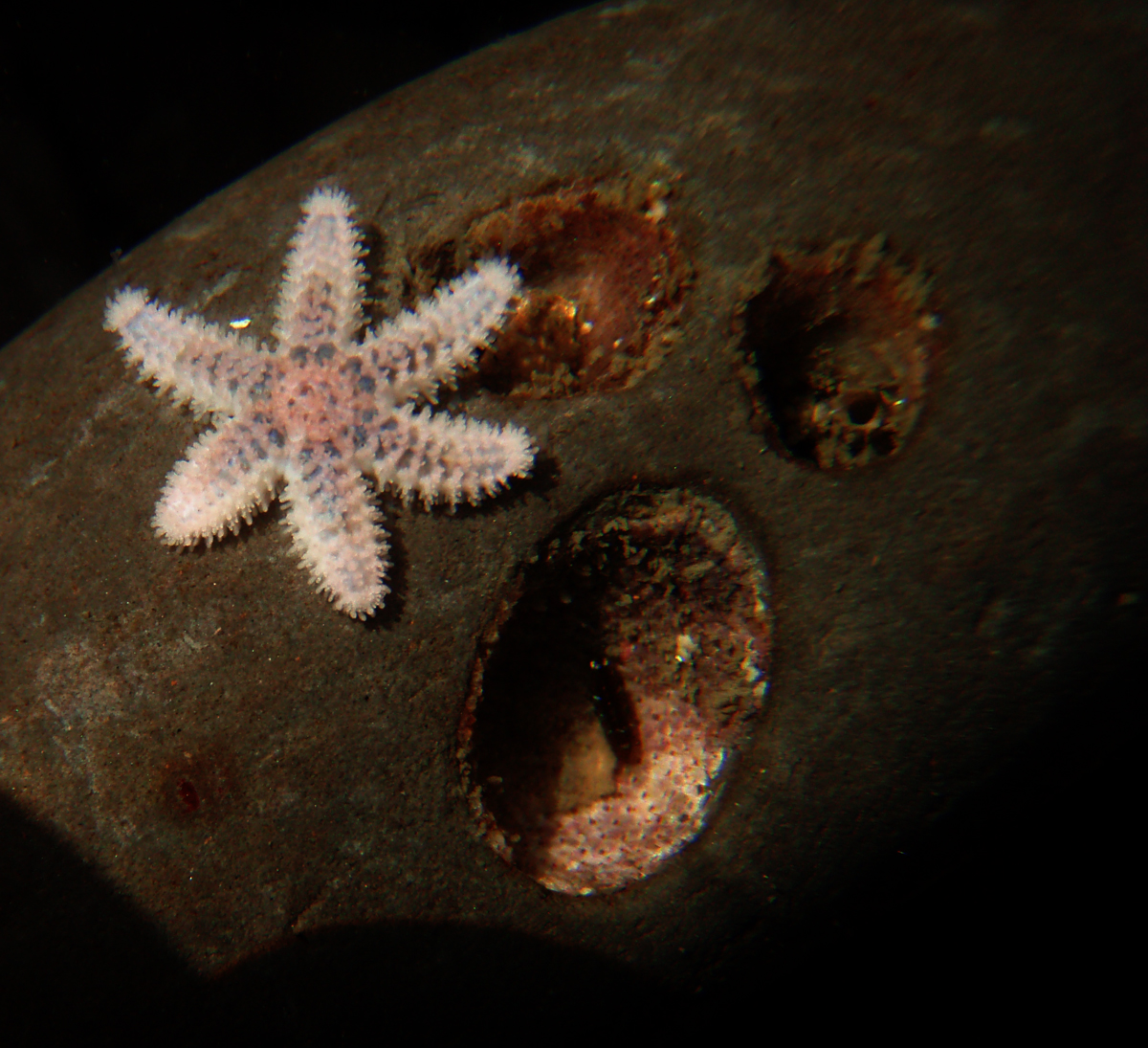
Leptasterias hexactis
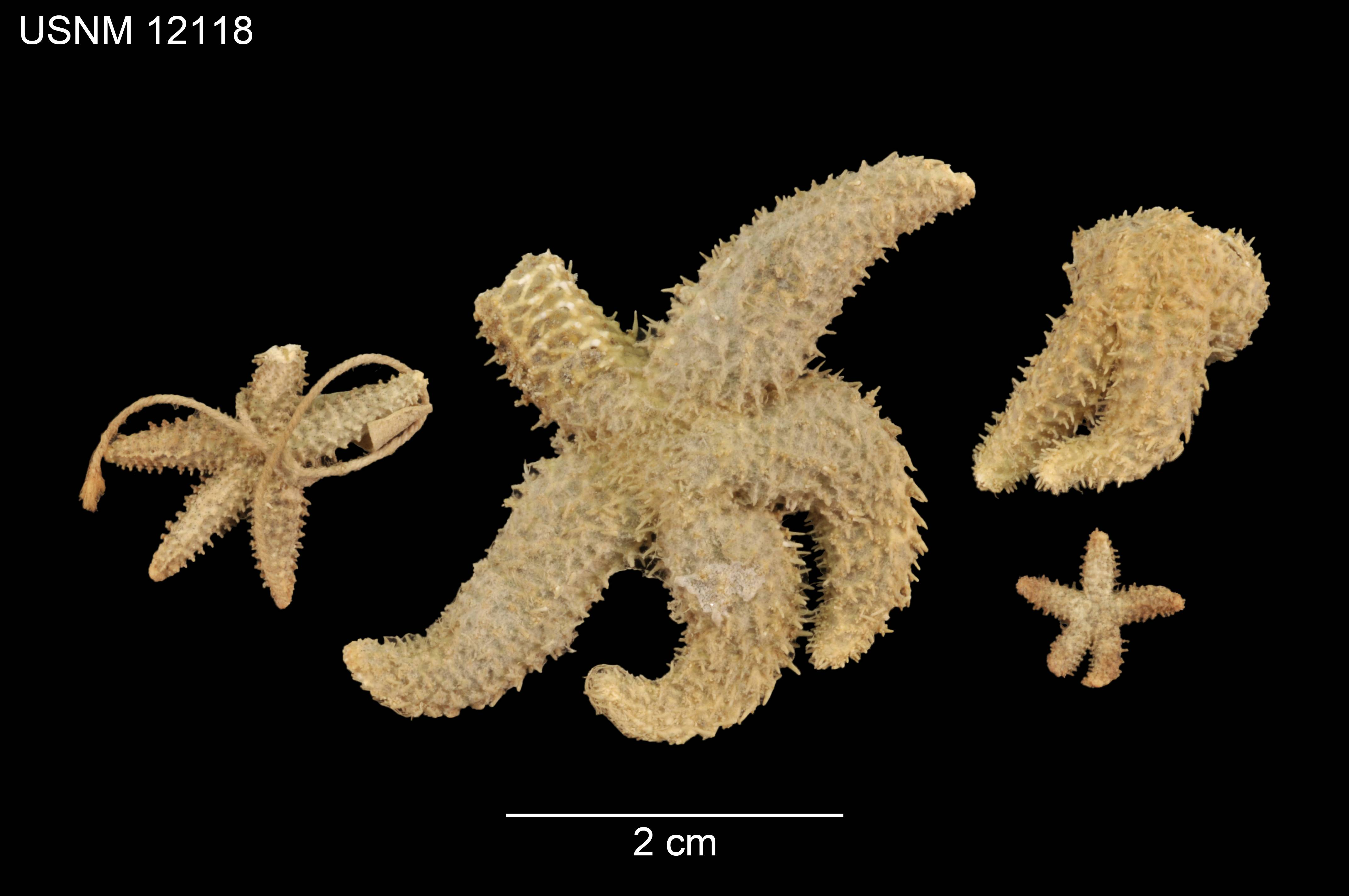
Leptasterias hispidella
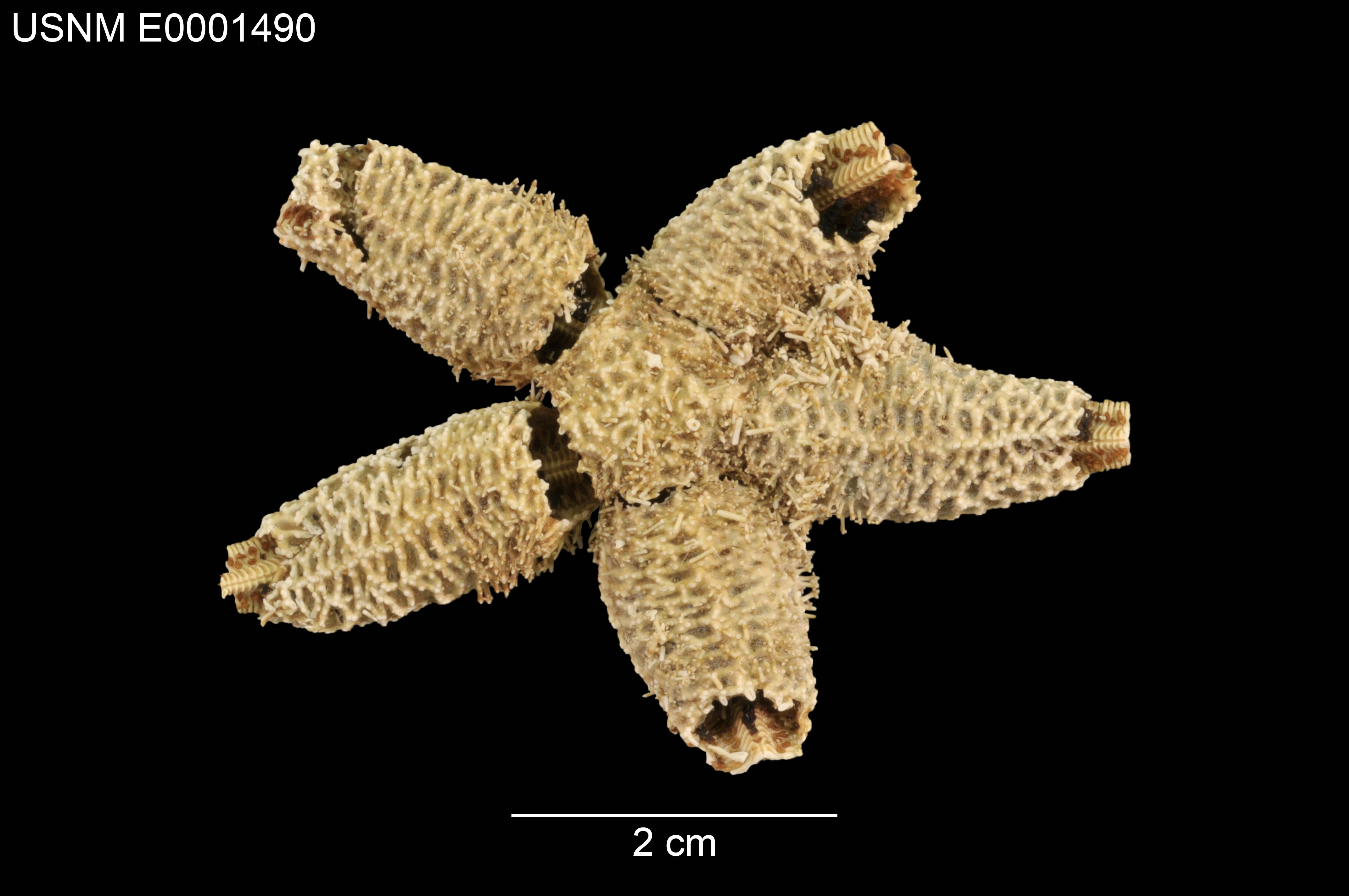
Leptasterias hylodes
Leptasterias hyperborea
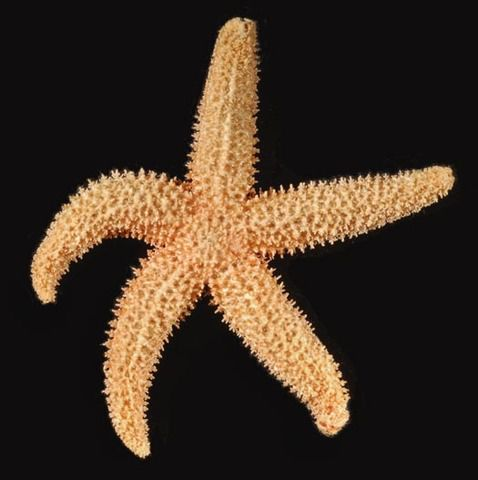
Leptasterias leptalea
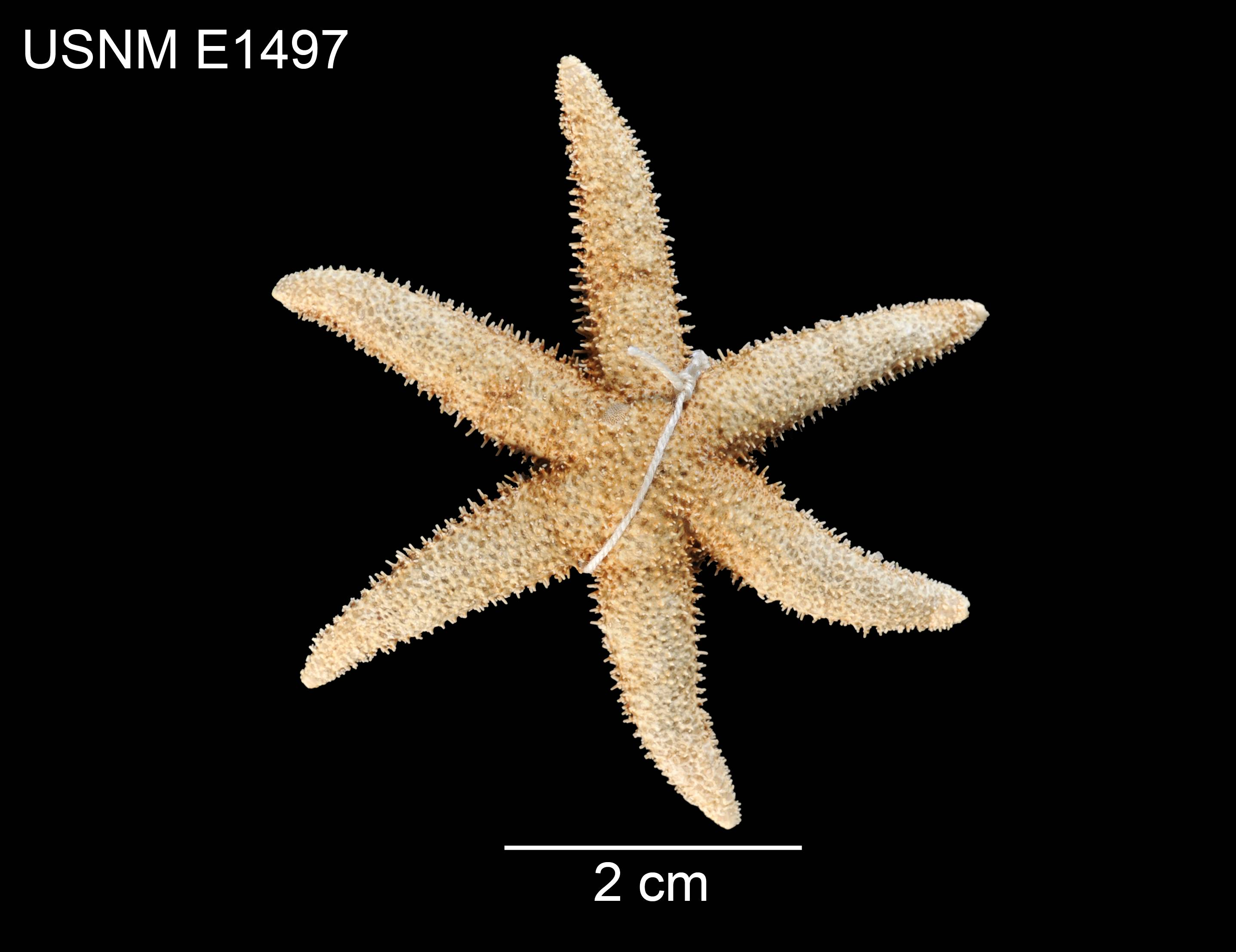
Leptasterias leptodoma
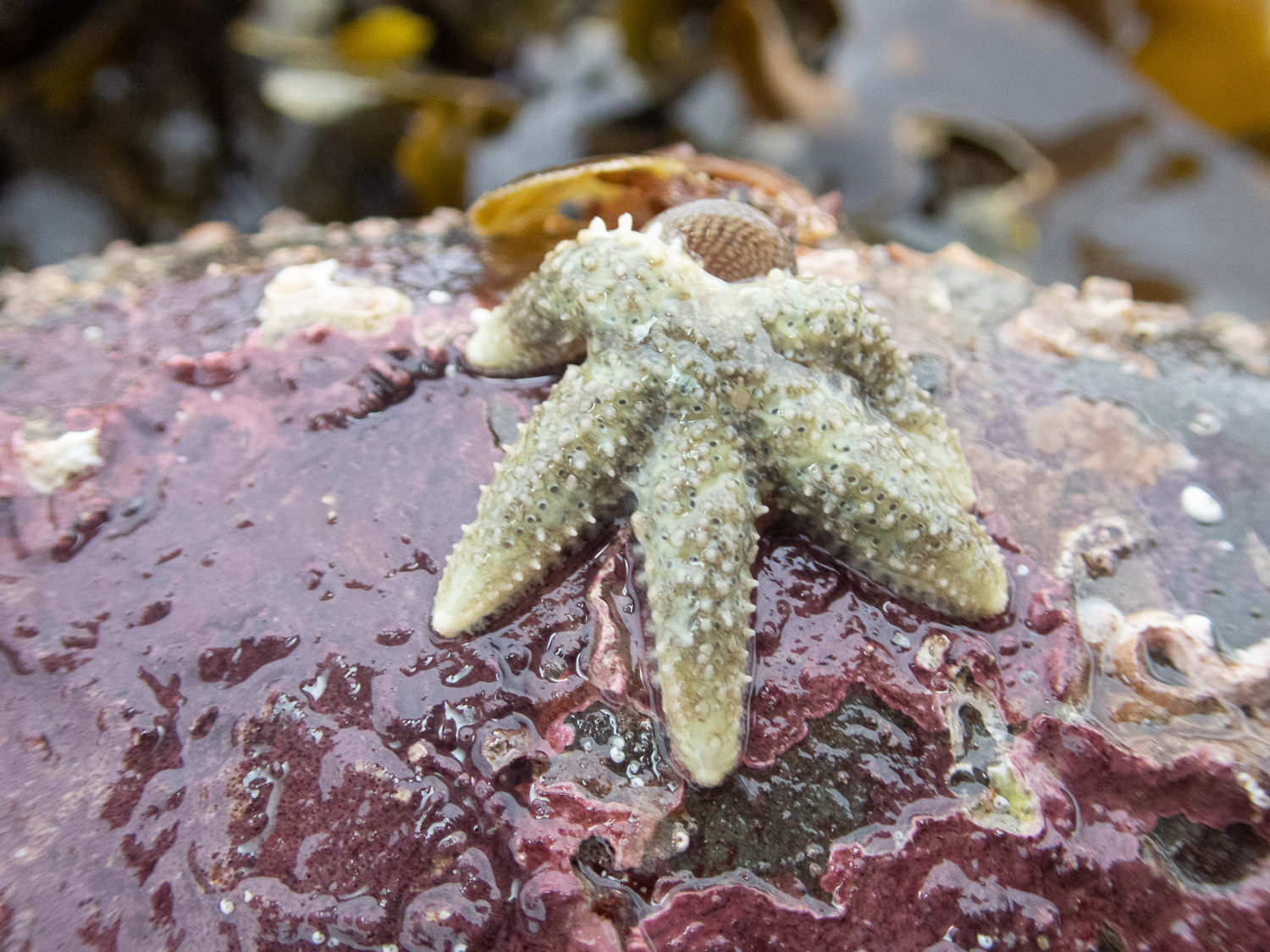
Leptasterias muelleri
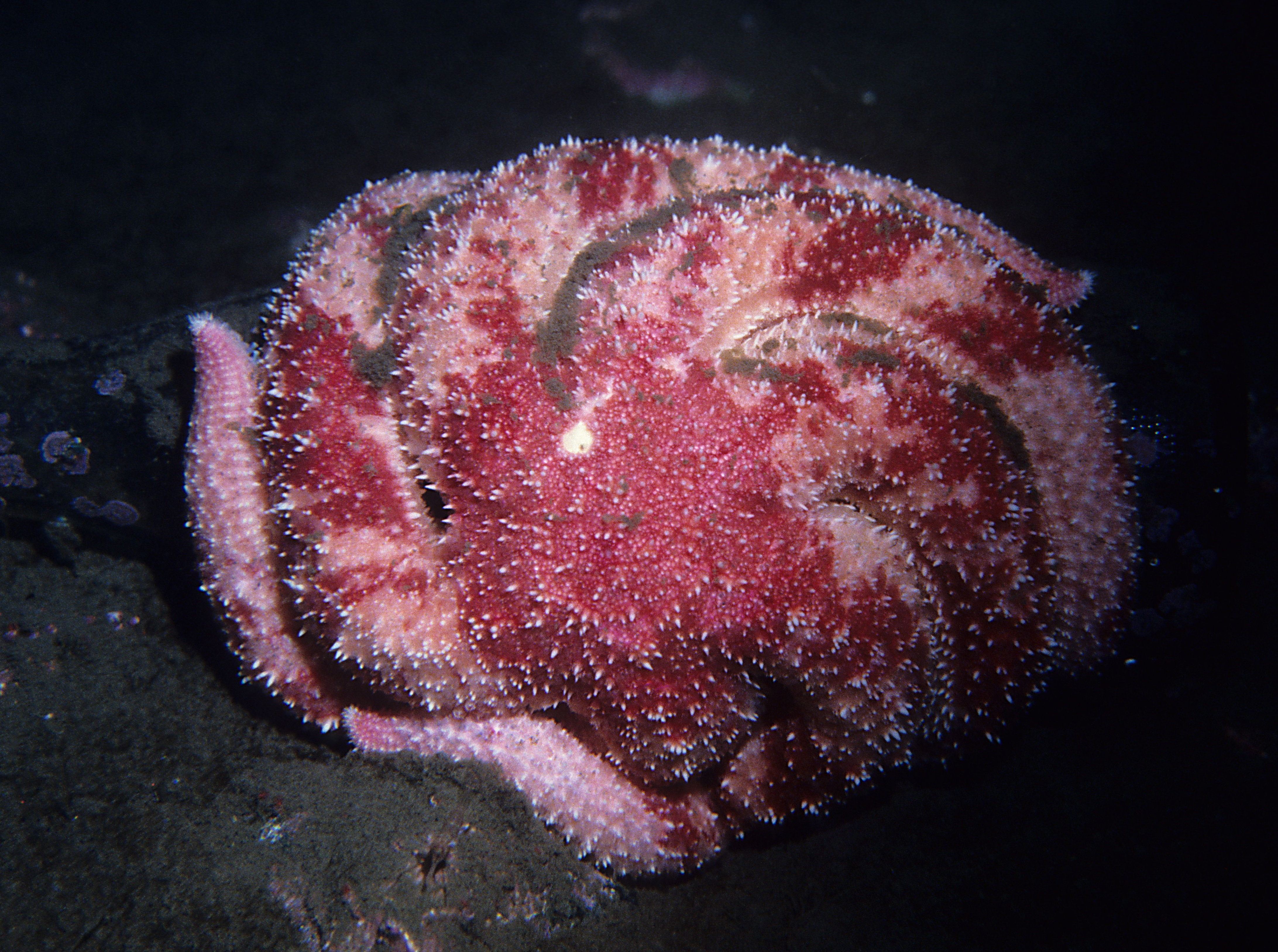
Leptasterias polaris
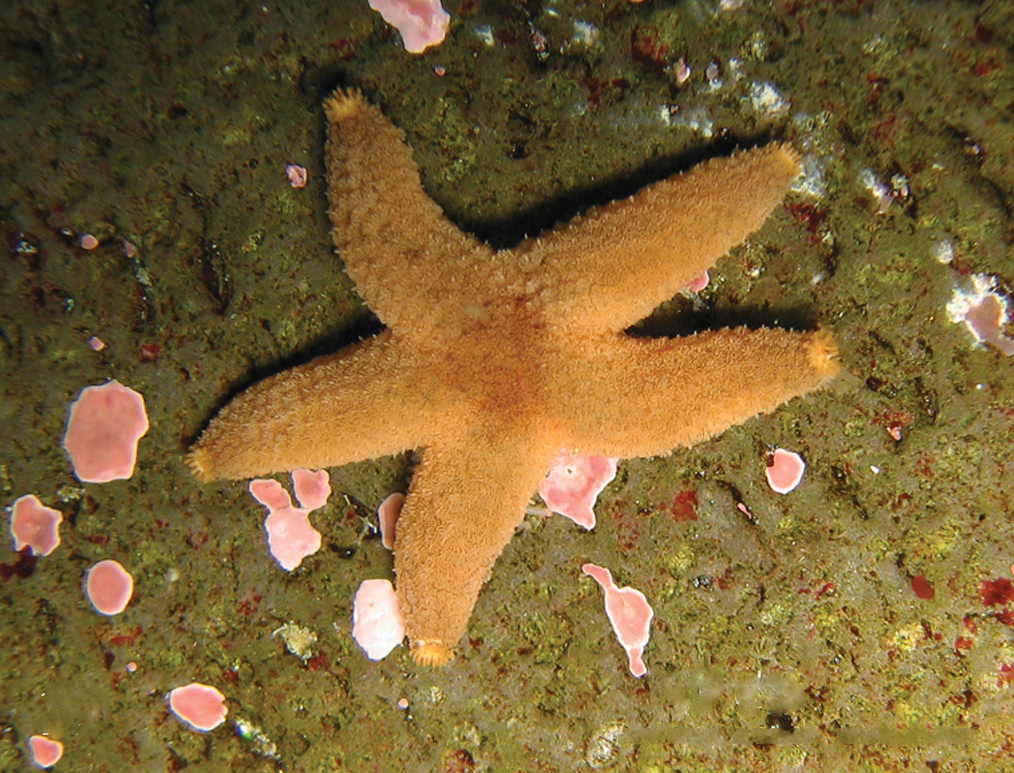
Leptasterias stolacantha
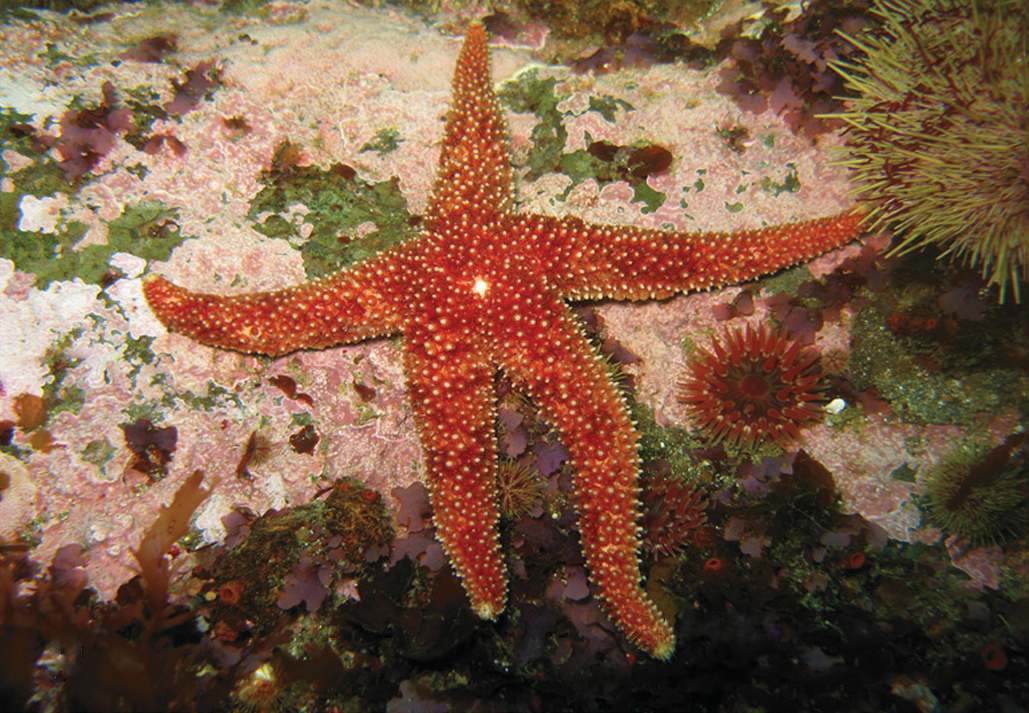
Leptasterias tatei
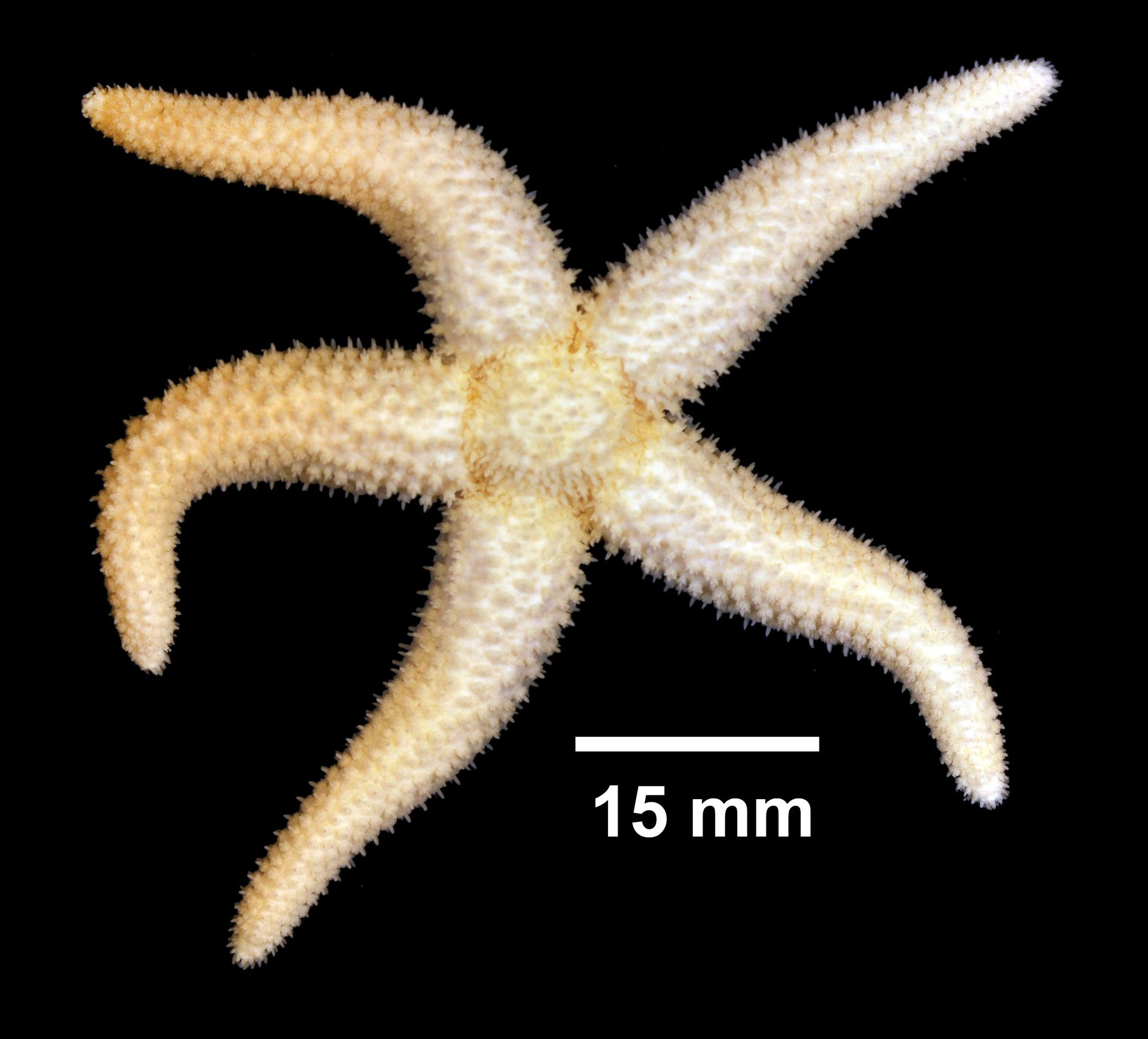
Leptasterias tenera